# Hymn Kazaskiej SRR
Hymn Kazachskiej SRR został przyjęty w 1945 roku i był używany do 1992 roku. Muzykę skomponował Mukan Tulebajew, Jewgienij Brusiłowski oraz Latif Hamidi, a słowa napisał A. Tażibajew, Ch. Muchamedżanow, oraz G. Musrepow.
Ten sam hymn ze zmienionymi słowami, które napisali Muzafar Alimbajew, Kadyr Myrzalijew, Tumajban Mołdagalijew oraz Żadyra Daribajewa, był używany także jako hymn niepodległego Kazachstanu w latach 1992–2006. Ta wersja jest także prezentowana poniżej.

## Oryginalny tekst hymnu Kazaskiej SRR

### Słowa kazaskie
Біз қазақ ежелден еркіндік ансаған,
Бостандық өмір мен ар үшін қиған жан.
Торлаған тұманнан жол таппай тұрғанда,
Жарқырап Лениндей кун жығып, атты таң.
Жассасын Советтер Одағы,
Жеткізген еркіндік, теңдікке,
Бастайтын елдерді бірлікке,
Жеңіске, шаттыққа, ерлікке!
Дақ салмай Лениннің жеңімпаз салтына,
Ұрпагы қосты даңқ Оттаның даңқына,
Одақтас, ұргандас елдердің қамқоры,
Көп алғыс айтамыз ұлы орыс халқына.
Жассасын Советтер Одағы,
Жеткізген еркіндік, теңдікке,
Бастайтын елдерді бірлікке,
Жеңіске, шаттыққа, ерлікке!
Ірлелі мемлекет, ерікті болдық ел,
Достықпен, бірлікпен жайнайды туған жер.
Еңбекте, майнанда, жеткізген жеңіске
Данышпан партія – сүйікті кемеңгер.
Жассасын Советтер Одағы,
Жеткізген еркіндік, теңдікке,
Бастайтын елдерді бірлікке,
Жеңіске, шаттыққа, ерлікке!

### Transkrypcja łacinska
Biz qazaq ejelden erkindik ansağan,
Bostandıq ömir men ar üşin qiyğan jan.
Torlağan tumannan jol tappay turğanda,
Jarqırap Leniyndey kwn jığıp, attı tañ.
Jassasın Sovetter Odağı,
Jetkizgen erkindik, teñdikke,
Bastaytın elderdi birlikke,
Jeñiske, şattıqqa, erlikke!
Daq salmay Leniynniñ jeñimpaz saltına,
Urpagı qostı dañq Ottanıñ dañqına,
Odaqtas, urgandas elderdiñ qamqorı,
Köp alğıs aytamız ulı orıs xalqına.
Jassasın Sovetter Odağı,
Jetkizgen erkindik, teñdikke,
Bastaytın elderdi birlikke,
Jeñiske, şattıqqa, erlikke!
Irleli memleket, erikti boldıq el,
Dostıqpen, birlikpen jaynaydı twğan jer.
Eñbekte, maynanda, jetkizgen jeñiske,
Danışpan partiya - rüyikti kemeñep.
Jassasın Sovetter Odağı,
Jetkizgen erkindik, teñdikke,
Bastaytın elderdi birlikke,
Jeñiske, şattıqqa, erlikke!

## Tekst hymnu Kazachstanu 1992-2006

### Słowa kazaskie
Жаралған намыстан қаһарман халықпыз,
Азаттық жолында жалындап жаныппыз.
Тағдырдың тезінен, тозақтың өзінен
Аман-сау қалыппыз, аман-сау қалыппыз.
Еркіндік қыраны, шарықта,
Елдікке шақырып тірлікте!
Алыптың қуаты - халықта,
Халықтың қуаты - бірлікте!
Ардақтап анасын, құрметтеп данасын,
Бауырға басқанбыз баршаның баласын.
Татулық, достықтың киелі бесігі -
Мейірбан Ұлы Отан, қазақтың даласы!
Еркіндік қыраны, шарықта,
Елдікке шақырып тірлікте!
Алыптың қуаты - халықта,
Халықтың қуаты - бірлікте!
Талайды өткердік өткенге салауат,
Келешек ғажайып, келешек ғаламат!
Ар-ождан, ана-тіл, өнеге салтымыз,
Ерлік те, елдік те ұрпаққа аманат!
Еркіндік қыраны, шарықта,
Елдікке шақырып тірлікте!
Алыптың қуаты - халықта,
Халықтың қуаты - бірлікте!

### Transkrypcja łacińska
Jaralğan namıstan qaharman xalıqpız,
Azattıq jolında jalındap jаnıppız.
Tağdırdıñ tezinen, tozaqtıñ özinen
Aman-saw qalıppız, aman-saw alıppız.
Erkindik qıranı, şarıqta,
Eldikke şaqırıp tirlikte!
Alıptıñ qwatı - xalıqta,
Xalıqtıñ qwatı - birlikte!
Ardaqtap anasın, qurmettep danasın,
Bawırğa basqanbız barşanıñ balasın.
Tatwlıq, dostıqtıñ kïeli besigi -
Meyirban Ulı Otan, qazaqtıñ dalası!
Erkindik qıranı, şarıqta,
Eldikke şaqırıp tirlikte!
Alıptıñ qwatı - xalıqta,
Xalıqtıñ qwatı - birlikte!
Talaydı ötkerdik ötkenge salawat,
Keleşek ğajayıp, keleşek ğalamat!
Ar-ojdan, ana-til, önege saltımız,
Erlik te, eldik te urpaqqa amanat!
Erkindik qıranı, şarıqta,
Eldikke şaqırıp tirlikte!
Alıptıñ qwatı - xalıqta,
Xalıqtıñ qwatı - birlikte!

### Tłumaczenie polskie
Pełen męstwa jest nasz lud, ma uczciwość w nim dom
Poświęciliśmy wszystko aby zdobyć wolność swą.
Nieprzychylny był nam los, piekła ogień trawił nas,
Bez obrażeń przeszliśmy upokorzeń gorzki czas.
Wolny orle, wzbijaj się, w niebo skieruj lot,
Przyzwij jedność, niech trwać będzie zgodny krok.
Bohaterską siła jest naszych ludzi,
Siłę niepokonaną tę jedność budzi w nas!
Uczuć matek wielki żar, mędrców umysł w złe dni,
Jednoczyły naród nasz, każdy miał oparcie w nich.
Ojcowizną naszą jest ten kazachski święty step,
Zgoda i przyjaźni duch właśnie tu zrodziły się.
Wolny orle, wzbijaj się, w niebo skieruj lot,
Przyzwij jedność, niech trwać będzie zgodny krok.
Bohaterską siła jest naszych ludzi,
Siłę niepokonaną tę jedność budzi w nas!
Nie zdołały zniszczyć nas doświadczenia złych dni,
Przyjdą jednak lepsze czasy, lepsza przyszłość nam się śni.
My nasz język, honor, cześć chroniliśmy przez stulecia
Cenne dla nas te wartości, oto spadek naszym dzieciom.
Wolny orle, wzbijaj się, w niebo skieruj lot,
Przyzwij jedność, niech trwać będzie zgodny krok.
Bohaterską siła jest naszych ludzi,
Siłę niepokonaną tę jedność budzi w nas!